# Halacritus labusei
Halacritus labusei är en skalbaggsart som beskrevs av Yves Gomy 1978. Halacritus labusei ingår i släktet Halacritus och familjen stumpbaggar. Inga underarter finns listade i Catalogue of Life.